# Lijst van nummer 1-hits in de Nederlandse Top 40 in 1967
Deze hits stonden in 1967 op nummer 1 in de Nederlandse Top 40.
| Nummer | Datum        | Artiest                      | Titel                                                |
| ------ | ------------ | ---------------------------- | ---------------------------------------------------- |
| 25     | 7 januari    | Tom Jones                    | Green green grass of home                            |
|        | 14 januari   | Tom Jones                    | Green green grass of home                            |
| 26     | 21 januari   | The Monkees                  | I'm a believer                                       |
|        | 28 januari   | The Monkees                  | I'm a believer                                       |
|        | 4 februari   | The Monkees                  | I'm a believer                                       |
| 27     | 11 februari  | Boudewijn de Groot           | Het land van Maas en Waal                            |
|        | 18 februari  | Boudewijn de Groot           | Het land van Maas en Waal                            |
|        | 25 februari  | Boudewijn de Groot           | Het land van Maas en Waal                            |
| 28     | 4 maart      | The Beatles                  | Penny Lane / Strawberry Fields forever               |
|        | 11 maart     | The Beatles                  | Penny Lane / Strawberry Fields forever               |
|        | 18 maart     | The Beatles                  | Penny Lane / Strawberry Fields forever               |
|        | 25 maart     | The Beatles                  | Penny Lane / Strawberry Fields forever               |
| 29     | 1 april      | Petula Clark / Harry Secombe | This is my song                                      |
|        | 8 april      | Petula Clark / Harry Secombe | This is my song                                      |
|        | 15 april     | Petula Clark / Harry Secombe | This is my song                                      |
|        | 22 april     | Petula Clark / Harry Secombe | This is my song                                      |
| 30     | 29 april     | Sandie Shaw                  | Puppet on a string                                   |
|        | 6 mei        | Sandie Shaw                  | Puppet on a string                                   |
|        | 13 mei       | Sandie Shaw                  | Puppet on a string                                   |
| 31     | 20 mei       | Manfred Mann                 | Ha! Ha! Said the clown                               |
|        | 27 mei       | Manfred Mann                 | Ha! Ha! Said the clown                               |
|        | 3 juni       | Manfred Mann                 | Ha! Ha! Said the clown                               |
| 32     | 10 juni      | The Kinks                    | Waterloo sunset                                      |
| 33     | 17 juni      | Procol Harum                 | A whiter shade of pale                               |
|        | 24 juni      | Procol Harum                 | A whiter shade of pale                               |
|        | 1 juli       | Procol Harum                 | A whiter shade of pale                               |
|        | 8 juli       | Procol Harum                 | A whiter shade of pale                               |
|        | 15 juli      | Procol Harum                 | A whiter shade of pale                               |
| 34     | 22 juli      | The Beatles                  | All you need is love                                 |
|        | 29 juli      | The Beatles                  | All you need is love                                 |
|        | 5 augustus   | The Beatles                  | All you need is love                                 |
| 35     | 12 augustus  | Scott McKenzie               | San Francisco (be sure to wear flowers in your hair) |
|        | 19 augustus  | Scott McKenzie               | San Francisco (be sure to wear flowers in your hair) |
|        | 26 augustus  | Scott McKenzie               | San Francisco (be sure to wear flowers in your hair) |
|        | 2 september  | Scott McKenzie               | San Francisco (be sure to wear flowers in your hair) |
|        | 9 september  | Scott McKenzie               | San Francisco (be sure to wear flowers in your hair) |
|        | 16 september | Scott McKenzie               | San Francisco (be sure to wear flowers in your hair) |
| 36     | 23 september | The Rolling Stones           | We Love You / Dandelion                              |
|        | 30 september | The Rolling Stones           | We love you / Dandelion                              |
| 37     | 7 oktober    | Keith West                   | Excerpt from a teenage opera                         |
|        | 14 oktober   | Keith West                   | Excerpt from a teenage opera                         |
| 38     | 21 oktober   | Bee Gees                     | Massachusetts                                        |
|        | 28 oktober   | Bee Gees                     | Massachusetts                                        |
|        | 4 november   | Bee Gees                     | Massachusetts                                        |
| 39     | 11 november  | Procol Harum                 | Homburg                                              |
|        | 18 november  | Procol Harum                 | Homburg                                              |
|        | 25 november  | Procol Harum                 | Homburg                                              |
| 40     | 2 december   | Johnny & Rijk                | De bostella                                          |
|        | 9 december   | Johnny & Rijk                | De bostella                                          |
| 41     | 16 december  | The Beatles                  | Hello, goodbye                                       |
|        | 23 december  | The Beatles                  | Hello, goodbye                                       |
|        | 30 december  | The Beatles                  | Hello, goodbye                                       |